# Tlatelolco (Città del Messico)
Il Conjunto Urbano Presidente Adolfo López Mateos Nonoalco Tlatelolco, meglio conosciuto solo come Tlatelolco è un quartiere popolare di Città del Messico, in cui sorge la Piazza delle tre culture dove il 13 agosto 1521, per mano degli spagnoli di Alvarado, avvenne il primo massacro di Tlatelolco nel quale persero la vita più di 40.000 aztechi.
400 anni dopo, il 2 ottobre 1968, alla vigilia dell'apertura della XIX Olimpiade, avvenne un secondo massacro per mano dell'esercito nel quale rimasero uccisi centinaia di studenti che manifestavano contro il Governo dell'epoca.

## Storia

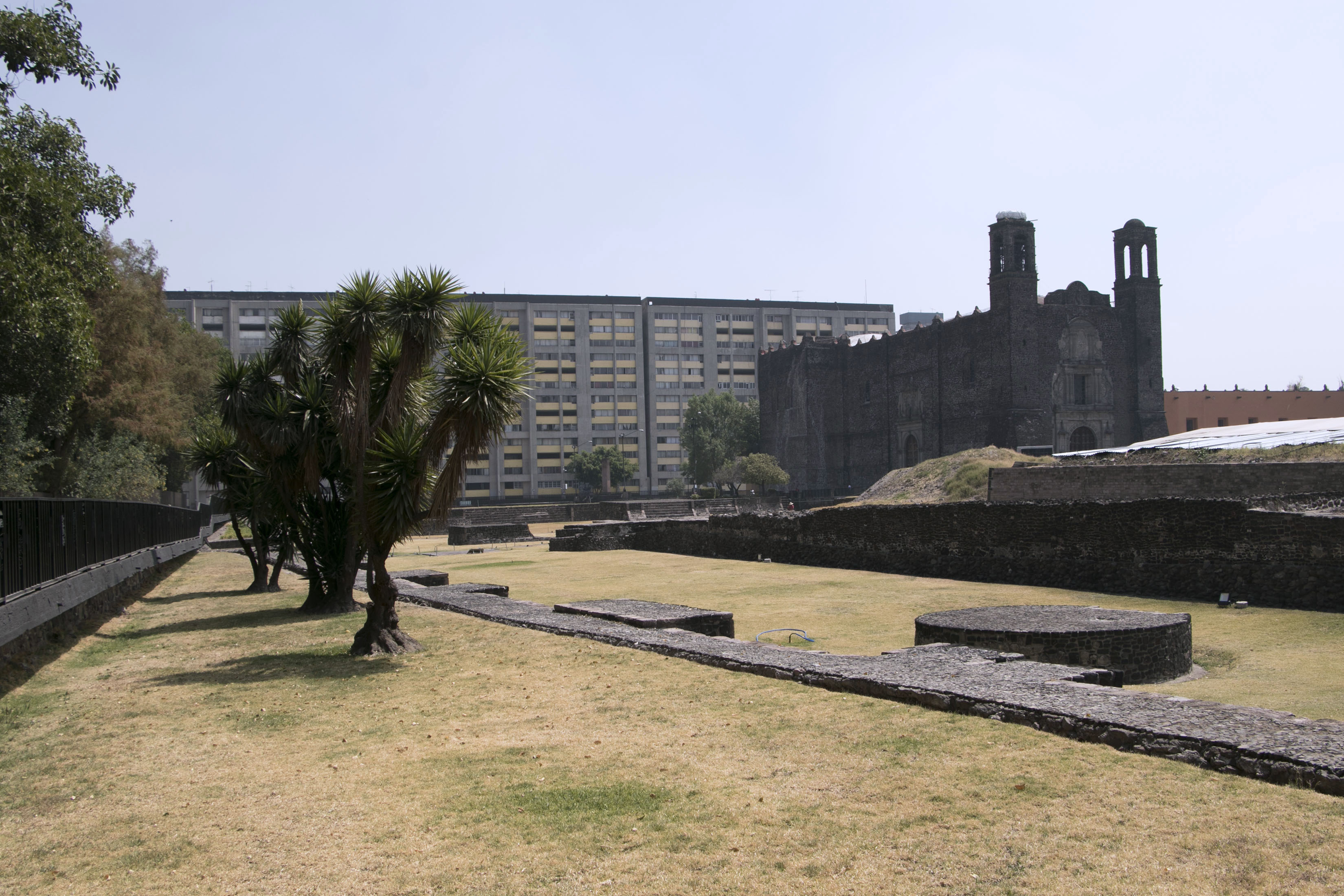
Plaza de las Tres Culturas

La sua costruzione iniziò nel 1960. Fu progettato dall'architetto Mario Pani, coadiuvato dagli architetti Luis Ramos Cunningham e Ricardo de Robina, in 964.000 m² di terreno che erano lotti lasciati liberi dell'"Unione Ferroviaria" e officine della società "La Consolidada". Vi si trovavano anche piccoli magazzini appartenenti alla stazione di Buenavista e alcune case irregolari. L'Istituto di Ingegneria dell'UNAM ha partecipato allo studio delle strutture e delle fondazioni. Quasi tutti gli edifici sono stati progettati utilizzando gusci di calcestruzzo prefabbricato, con notevoli risparmi sui costi delle fondazioni. Sebbene il progetto originario di recupero dell'area prevedesse la partecipazione delle persone che già vi vivevano, con all'acquisizione di alloggi a prezzi accessibili attraverso un programma di credito, le successive condizioni di vendita hanno impedito alla popolazione povera sfollata di accedere a questo complesso abitativo. Solo 16 edifici facevano parte di un programma sociale riservato ai funzionari dell'ISSSTE. Le autorità orientarono il resto delle case di nuova costruzione verso i settori medi, che furono venduti come condomini. In questo modo, Tlatelolco presenta l'immagine di quello che sarebbe stato un futuristico centro della città, se il progetto di sradicare la cintura della miseria fosse stato realizzato. Inizialmente il complesso presentava 11.916 appartamenti con 2.323 camere, in 102 edifici con 688 locali commerciali e 6 parcheggi coperti con 649 posti auto. Inoltre, sono state incluse 22 scuole (11 pre-primarie, 8 primarie e 3 secondarie), asili nido, 6 ospedali e cliniche, 3 centri sportivi, 12 edifici amministrativi, una centrale telefonica, 3 teatri e un cinema progettato dall'architetto Julio de la Peña. Il complesso fu inaugurato il 21 novembre 1964 dal presidente Adolfo López Mateos, al quale successivamente venne dedicato. Ogni edificio reca il nome di un personaggio politico, di una data storica o di uno stato federato del Messico. Nel 1967 a Tlatelolco, venne firmato il "Trattato di Tlatelolco", per l'eradicazione delle armi nucleari in America Latina e nei Caraibi, firmato dai rappresentanti dei 33 paesi della regione, oltre a Stati Uniti, Francia, Regno Unito, Cina e dall'Unione Sovietica.

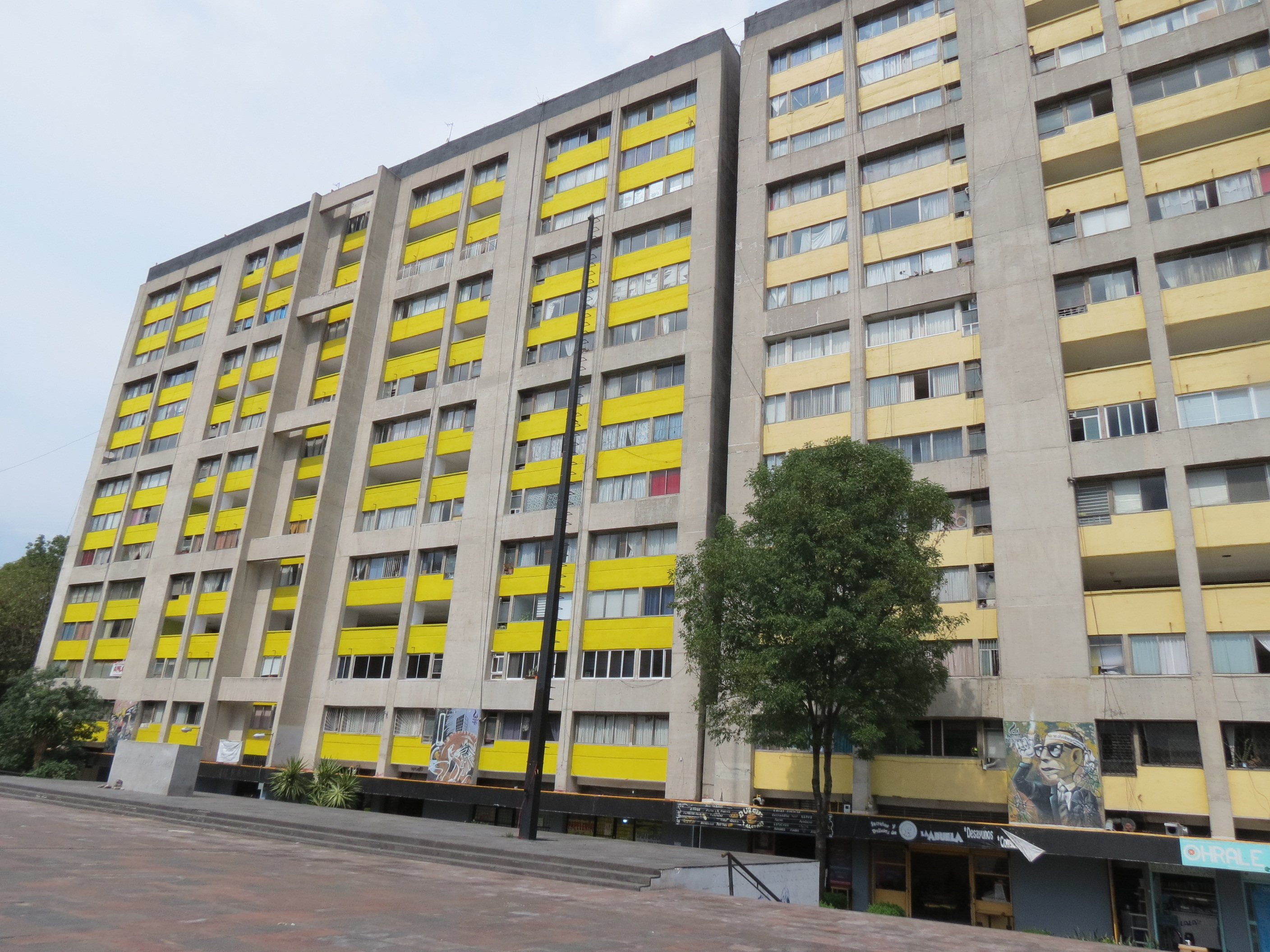
Edificio Chihuahua

Il 2 ottobre 1968, alla vigilia dell'apertura della XIX Olimpiade, migliaia di persone si riunirono nella Plaza de las Tres Culturas sotto la sorveglianza dell'esercito del quale facevano parte i membri del Battaglione Olimpia (i cui membri erano vestiti da civili con una sciarpa o un guanto bianco sulla mano sinistra, per riconoscersi tra loro) si infiltrarono nella manifestazione fino a raggiungere l'edificio Chihuahua, dove in una terrazza al terzo piano, si trovavano i relatori del movimento e diversi giornalisti. Verso le sei di sera, quasi alla fine dall'evento, un elicottero ha sorvolato la piazza da cui sono stati sparati dei razzi, presumibilmente, come segnale per i cecchini del Battaglione Olimpia di aprire il fuoco sui manifestanti e sui soldati che stavano a guardia del luogo, per far credere a questi ultimi che gli studenti fossero gli aggressori. I militari, nel tentativo di difendersi, hanno respinto l'aggressione, ma di fronte alla confusione, i colpi non vennero diretti contro i loro aggressori, ma contro la folla di manifestanti che si trovava in piazza. Il numero esatto di morti e feriti è ancora sconosciuto. Il governo messicano dichiarò nel 1968 che ci furono solo 20 morti. Secondo Paco Ignacio Taibo II, che nel 1993 presiedette una Commissione per la Verità su questi eventi, in quel tragico pomeriggio furono sparati 15.000 proiettili e ci furono più di 300 morti, oltre a 700 feriti e cinquemila studenti arrestati. Come ricordo di questo evento, è stata coniata la frase "il 2 ottobre non si dimentica" e ogni anno si tiene una marcia composta principalmente da studenti e sindacati che inizia nella Plaza de las Tres Culturas e culmina nello Zócalo di Città del Messico. Un monumento, posizionato di fianco alla chiesa, di fronte all'edificio Chihuahua, ricorda i fatti di quel giorno.

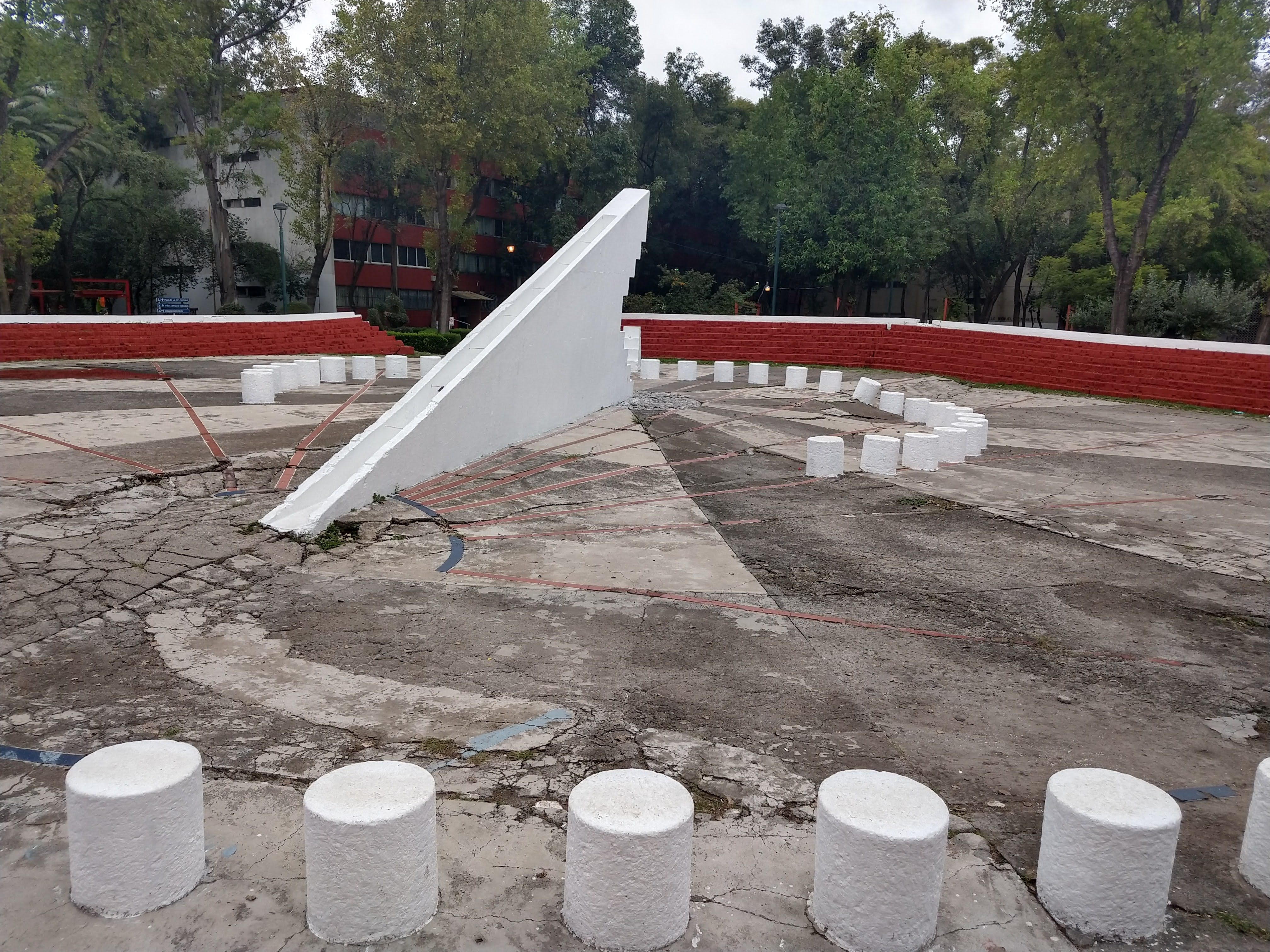
Meridiana nel luogo dove sorgeva l'edificio Nuevo León

Il 19 settembre 1985 un terremoto di magnitudo 8.1, colpì Città del Messico e i dodici edifici del Complesso Urbano Nonoalco Tlatelolco, il più danneggiato dei quali fu l'edificio Nuevo León, un edificio di 15 piani con 288 appartamenti crollato in 2 delle sue 3 sezioni, dove solo in questo edificio vi furono oltre 200 morti. La ricostruzione di Tlatelolco è stato un compito delicato, sia politicamente che tecnicamente, perché già prima del terremoto c'era un grande attivismo politico nell'unità abitativa, motivato dal cambio di regime, dalle spese amministrative e dalla mancanza di manutenzione degli edifici. A seguito di questo terremoto, oltre alla tragedia dell'edificio Nuevo León, al 26 luglio 1986 fu necessario demolire un totale di otto edifici e ridurne altri quattro in altezza, passando da 12 a 6 piani. I lavori di rinforzo degli edifici superstiti tardarono tre anni. Nel luogo in cui oggi si trovava l'edificio Nuevo León è stato eretto un monumento, composto da  una meridiana, dove una linea segna l'ora in cui si è verificato il terremoto del 19 settembre 1985.
Il 12 marzo 2025, oltre 200 abitanti di Tlatelolco, hanno bloccato la Calle Guerrero, principale arteria della capitale che attraversa il quartiere, per chiedere maggiore sicurezza e illuminazione stradale. Dopo tali proteste, nei giorni seguenti, in accordo con i residenti, l'Alcadia Cuauhtémoc, diede inizio a lavori di sistemazione dei moduli di vigilanza della polizia che risultavano semiabbandonati orami da anni e dispiegò numerosi agenti di polizia per migliorare la sicurezza.

## Descrizione

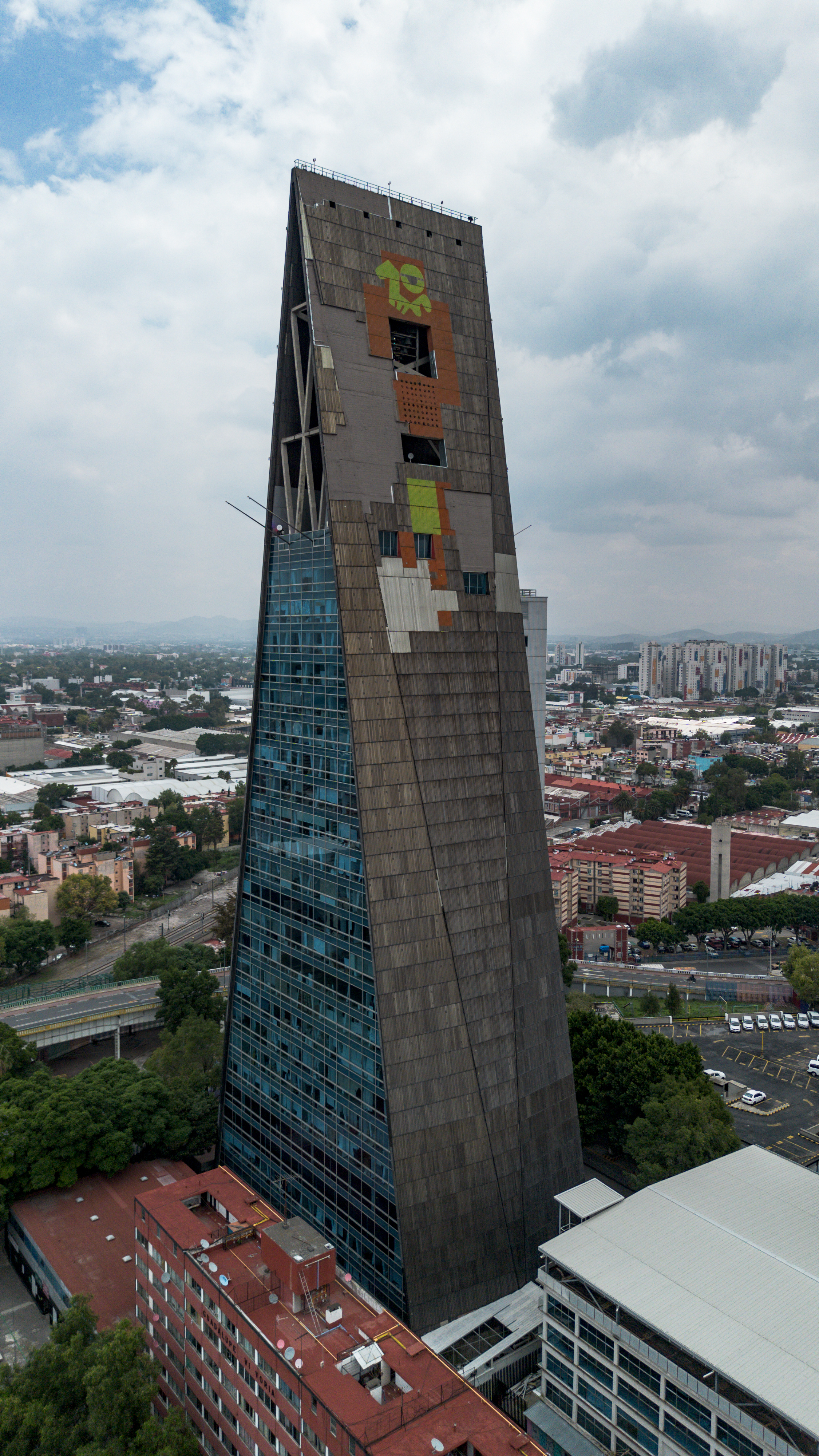
La Torre Insignia

Il complesso abitativo era in linea con le proposte urbanistiche avanzate dal movimento moderno dell'epoca, con 1.000 abitanti per ettaro; 461.471 m², il progetto prevedeva almeno 69.690 abitanti, più della metà dell'area originaria è stata lasciata a spazi liberi, (piazze, camminamenti e giardini) e tutti i servizi sono stati integrati ai piani terra degli edifici, i quali hanno una distanza calcolata in base all'altezza per avere il massimo di illuminazione naturale durante le ore del giorno. Gli edifici plurifamiliari sono situati in tre diverse zone, (zona1, zona2, zona3), ogni zona ha una differente denominazione e gli edifici hanno diverse altezze, 4, 7, 12, e 24 piani; all'epoca della sua costruzione, Nonoalco Tlatelolco ha rappresentato una proposta ad alta densità abitativa esemplare:
Nella zona1 del complesso, (La Independecia con 44 edifici) è ubicata la "Torre Insignia", con forma piramidale di 25 piani, progettata da Pani come quartier generale di Banobras, nella parte superiore ospita un carillon donato nel 1964 dal governo del Belgio, (attualmente non funzionante). La zona1 e la 2, sono collegate tra loro da attraversamenti pedonali a raso e da un ponte in cemento, chiamato "Puente de piedra".
Nella zona2 (La Reforma con 47 edifici) è ubicata la stazione della metropolitana "Tlatelolco", della linea 3, (inaugurata il 20 novembre 1970), con la relativa piazza e il cinema Tlatelolco, (oggi chiuso), l'"agorà", un teatro all'aperto, dove si svolgono diversi eventi culturali e artistici, il Jardín de la Paz e il Jardín La Pera. La zona2 e la 3 sono collegate tra loro da attraversamenti pedonali a raso e da un sottopassaggio che ha una biblioteca al suo interno.
Nella zona3 (La Républica con 40 edifici), il complesso raggruppa la Plaza de las Tres Culturas, la zona archeologica di Tlatelolco e la Torre Tlatelolco alta 120 metri, progettata dall'architetto Pedro Ramírez Vázquez inizialmente del Ministero degli Affari Esteri, che oggi è l'attuale Centro Culturale Universitario di Tlatelolco, con 24 piani è stato inglobato nel patrimonio immobiliare universitario nel novembre 2006. Al suo interno si trova un museo che tratta i fatti del massacro degli studenti del 1968 e del terremoto del 1985.
Nel 2010 Tlatelolco contava con 27.843 abitanti, suddivisi in 8.783 appartamenti.

## Nella cultura di massa
Cinema:

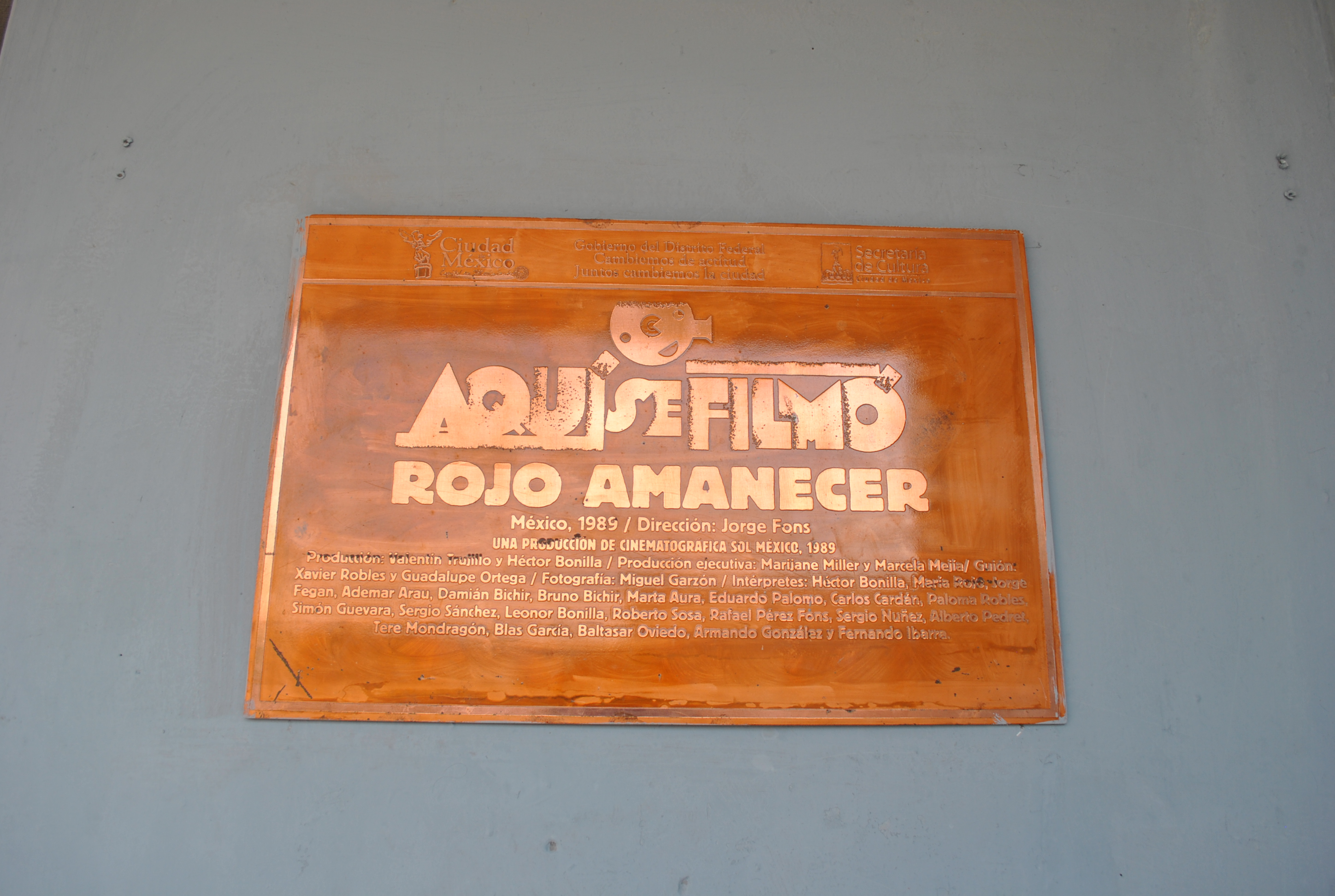
Targa indicante dove si filmò Rojo Amanecer sulla porta dell'edificio Chihuahua.

- Nell'edificio Chihuahua e nelle sue aree comuni, nel 1989 sono stata girati parte degli esterni del film Rojo Amanecer, che tratta il massacro del 2 ottobre 1968, diretto da Jorge Fons.[10]
- Nel film Los Reyes del volante del 1965, le protagoniste Capulina e Viruta si trasferiscono insieme alla figlia adottiva in uno degli appartamenti del complesso.
- La Plaza de las Tres Culturas e l'edificio Chihuahua si vedono nel film Los novios (1971), con Silvia Pinal e Julio Alemán.
- Il film Temporada de Patos del 2004, diretto da Fernando Eimbcke, è stato girato nell'edificio Niños Héroes, situato su un lato di Calle Lerdo e dietro l'ospedale IMSS 27. La storia si svolge quasi interamente all'interno di un piccolo appartamento.
- Nel film del 2021, Ok, Está bien, di Gabriela Ivette Sandoval, è stato girato nell'edificio Chihuahua e nei suoi dintorni.

Musica:
- La copertina dell'album Música libre dei Los Búnkers è una foto della Plaza de las Tres Culturas.

Letteratura:
- Il libro José Trigo, dello scrittore Fernando del Paso, si basa sulla lotta ferroviaria degli anni '60, che aveva come palcoscenico la stazione ferroviaria, (oggi demolita), di Nonoalco Tlatelolco.[11]